# Steve Waterman
Steve Waterman (Lincolnshire, 8 september 1960) is een Britse jazz-trompettist, -bugellist en bandleider.
Waterman studeerde aan Trinity College of Music in Londen. Halverwege de jaren tachtig maakte hij plaatopnames met Loose Tubes, Trinity College Jazz Orchestra (geleid door Bobby Lamb) en National Youth Jazz Orchestra. In de jaren negentig speelde hij mee op opnames van onder meer Van Morrison, John Surman, Carla Bley, The High Llama's, Tom Jones, Robin Jones en Stereolab. In 2003 richtte hij met Derek Lawton een bigband op, waarmee hij nog steeds actief is: het orkest telt achttien musici. Daarnaast leidde en leidt hij ook kleinere groepen.
Steve Waterman is tevens educator, zo is hij professor 'jazztrompet' aan Trinity College. Met John O'Neill schreef hij het leerboek 'The Jazz Method For Trumpet'.  

## Discografie (selectie)
als leider:
- Destination Unknown, ASC Records, 1995
- Out of Touch, ASC Records, 2000
- Stablemates: Quintet & Sextet, Mainstem Productions, 2004
- October Arrival, Hydro Jazz, 2005
- Our Delight: A Jazz Odyssey, Mainstem Records, 2006
- Night Lights, Mainstem Records, 2008
- Buddy Bolden Blew It, Mainstem Records, 2010
- A Passing Glance (met Jeff Hooper), Mainstem Records